# Tlixco
Tlixco är en ort i Mexiko.   Den ligger i kommunen Coyomeapan och delstaten Puebla, i den sydöstra delen av landet, 260 km sydost om huvudstaden Mexico City. Tlixco ligger 2 214 meter över havet och antalet invånare är 1 329.
Terrängen runt Tlixco är kuperad västerut, men österut är den bergig. Runt Tlixco är det ganska tätbefolkat, med 72 invånare per kvadratkilometer. Närmaste större samhälle är Coxcatlán, 15,9 km väster om Tlixco. I omgivningarna runt Tlixco växer i huvudsak blandskog.